# Resolución 205 del Consejo de Seguridad de las Naciones Unidas
La resolución 205 del Consejo de Seguridad de las Naciones Unidas fue adoptada el 22 de mayo de 1965, en vista de un conflicto en la República Dominicana que potencialmente podía empeorar, el Consejo solicitó que la suspensión temporal de hostilidades en Santo Domingo solicitada en la resolución 203 se transformaran en un alto al fuego permanente e invitó al Secretario General a entregar un reporte al Consejo sobre la implementación de la resolución
La resolución fue aprobada con 10 votos a favor y ninguno en contra; Estados Unidos se abstuvo.
Días después de la aprobación de la resolución, un cese de hostilidades de facto tuvo lugar en Santo Domingo.